# Saint-Germain-de-Montgommery
Saint-Germain-de-Montgommery ist eine ehemalige französische Gemeinde mit 176 Einwohnern (Stand: 1. Januar 2016) im Département Calvados in der Region Normandie.
Am 1. Januar 2016 wurde Saint-Germain-de-Montgommery im Zuge einer Gebietsreform zusammen mit drei benachbarten Gemeinden als Ortsteil in die neue Gemeinde Val-de-Vie eingegliedert.

## Geografie
Saint-Germain-de-Montgommery liegt im Pays d’Auge. Rund 25 Kilometer nordnordöstlich des Ortes befindet sich Lisieux. Das westlich gelegene Falaise ist gut 32 Kilometer entfernt. Direkt südlich Saint-Germain-de-Montgommerys beginnt das Département Orne.

## Bevölkerungsentwicklung
| Jahr                             | 1793 | 1836 | 1876 | 1926 | 1946 | 1975 | 1990 | 2016 |
| Einwohner                        | 492  | 405  | 276  | 200  | 176  | 144  | 147  | 176  |
| Quelle: Cassini, EHESS und INSEE |      |      |      |      |      |      |      |      |

## Sehenswürdigkeiten
- Kirche Saint-Germain
- zwei Herrenhäuser, seit 1933 beziehungsweise 1993 Monument historique[3][4]
- Reste einer Motte

## Trivia
Saint-Germain-de-Montgommery und der Nachbarort Sainte-Foy-de-Montgommery gelten als die Stammlande des Hauses Montgommery.